# Goro (Italie)
Pour les articles homonymes, voir Goro.

Goro (Gòr en dialecte de Ferrare) est une commune italienne de la province de Ferrare dans la région Émilie-Romagne en Italie.
Goro est, à la limite sud du delta du Pô, l'un des principaux port de pêche du nord de l'Adriatique.

## Géographie
Située dans le parc régional du delta du Pô, la communautaire de 31,4 kilomètres carrés est situé sur le Pô di Goro, dans le delta du Pô, avant la mer Adriatique (le plus au nord des deux bras latéraux est appelé Pô di Venezia.) Communautés voisines Ariano nel Polesine (21 km), Mesola (13 km) et de la capitale de la province de Ferrare à 55 km.

## Monuments
- Lanterna Vecchia (vieille lanterne) (1864), vieux phare désaffecté;
- Phare de Goro (1950), réalisé sur l’île dell'Amore;
- Casa del  Popolo (Maison Populaire) du XIXe siècle.

## Histoire
Goro nait sur le fleuve Pô comme établissement portuaire et  militaire vers l’année 945. L’activité était très développée pour les échanges avec les navires marchands ; les marchandises étant ensuite acheminées par navigation sur le Pô à travers la plaine pour desservir les provinces de Bologne et de Milan.
À partir de 1600, la situation géopolitique évolue et les différends entre les États pontificaux (à qui appartient Goro), la Lombardie et la république de Venise ; cette dernière provoque l’ensablement du port maritimo-fluvial de Goro en déviant le bras nord du Pô pour, suit disant, protéger la lagune.
Au début des années 1900, Goro est transformé de centre marchand fluvial à centre de pêche et l’actuel port lagunaire possède une des meilleures flottes de pêche du haut Adriatique, qui en fait la principale ressource économique.

## Personnalités liées à la commune
- Milva, (Goro, 7 juillet 1939 – Milan, 23 avril 2021), chanteuse italienne, surnommée « la panthère de Goro ».

## Administration
| Période                                  | Période  | Identité         | Étiquette     | Qualité |
| ---------------------------------------- | -------- | ---------------- | ------------- | ------- |
| 30/05/2006                               | En cours | Vincenzo Soncini | Liste civique |         |
| Les données manquantes sont à compléter. |          |                  |               |         |

### Hameaux
Gorino, seul et unique  hameau de la commune.

### Communes limitrophes
Ariano nel Polesine, Codigoro, Mesola, Porto Tolle

## Population

### Évolution de la population en janvier de chaque année
| 1861  | 1901  | 1921  | 1951  | 1961  | 1971  | 1981  | 1991  | 2001  |
| ----- | ----- | ----- | ----- | ----- | ----- | ----- | ----- | ----- |
| 1 255 | 1 831 | 2 822 | 4 041 | 3 965 | 4 073 | 4 402 | 4 410 | 4 092 |

| 2011  | - | - | - | - | - | - | - | - |
| ----- | - | - | - | - | - | - | - | - |
| 3 899 | - | - | - | - | - | - | - | - |

### Ethnies et minorités étrangères
Selon les données de l’Institut national de statistique (ISTAT) au 1er janvier 2008 la population étrangère résidente était de 48 personnes.
Les nationalités majoritairement représentatives étaient :
| Pos. | Pays     | Population |
| ---- | -------- | ---------- |
| 1    | Roumanie | 8          |
| 2    | Pologne  | 74         |
| 3    | Maroc    | 6          |

## Économie
L’économie de Goro est essentiellement basée sur la pêche et en particulier sur celle des Palourdes  qui en fait un des premiers exportateur en Europe (fête des palourdes la « sagra della vongola » qui se déroule à la fin de la troisième semaine de juillet).
Le tourisme est très développé, surtout en période printanière, pour la visite de delta du Pô et l’observation des nombreuses  espèces d’animaux qui peuplent la zone..

### Infrastructures
- Route provinciale 27 Bosco Mesola-Goro,
- Port commercial et touristique de Goro,
- Port commercial et touristique de Gorino.